# Mačvanski Pričinović
Mačvanski Pričinović (izvirno srbsko Мачвански Причиновић) je naselje v Srbiji, ki upravno spada pod Mesto Šabac; slednja pa je del Mačvanskega upravnega okraja.

## Demografija
V naselju živi 1589 polnoletnih prebivalcev, pri čemer je njihova povprečna starost 40,7 let (39,7 pri moških in 41,8 pri ženskah). Naselje ima 620 gospodinjstev, pri čemer je povprečno število članov na gospodinjstvo 3,19.
To naselje je, glede na rezultate popisa iz leta 2002, večinoma srbsko.
|  |

| Demografija | Demografija     | Demografija     |
| Leto        | Št. prebivalcev | Št. prebivalcev |
| ----------- | --------------- | --------------- |
|             |                 |                 |
|             |                 |                 |
|             |                 |                 |
|             |                 |                 |
| 1948        | 2046            |                 |
| 1953        | 2164            |                 |
| 1961        | 2140            |                 |
| 1971        | 2022            |                 |
| 1981        | 2174            |                 |
| 1991        | 2324            | 2114            |
| 2002        | 2397            | 1976            |
|             |                 |                 |

| Etnična sestava po popisu iz leta 2002 | Etnična sestava po popisu iz leta 2002 | Etnična sestava po popisu iz leta 2002 | Etnična sestava po popisu iz leta 2002 | Etnična sestava po popisu iz leta 2002 |
| -------------------------------------- | -------------------------------------- | -------------------------------------- | -------------------------------------- | -------------------------------------- |
| Srbi                                   | Srbi                                   |                                        | 1.931                                  | 97,72%                                 |
| Romi                                   | Romi                                   |                                        | 28                                     | 1,41%                                  |
| Muslimani                              | Muslimani                              |                                        | 2                                      | 0,10%                                  |
| Hrvati                                 | Hrvati                                 |                                        | 1                                      | 0,05%                                  |
| Rusi                                   | Rusi                                   |                                        | 1                                      | 0,05%                                  |
| Jugoslovani                            | Jugoslovani                            |                                        | 1                                      | 0,05%                                  |
| Neznano                                | Neznano                                |                                        | 11                                     | 0,55%                                  |